# محوطه گنبد تاتا
محوطه گنبد تاتا مربوط به دوران‌های تاریخی پس از اسلام است و در شهرستان کلاله، بخش مرکزی، روستای گرگاندوز واقع شده و این اثر در تاریخ ۷ مرداد ۱۳۸۲ با شمارهٔ ثبت ۹۳۳۹ به‌عنوان یکی از آثار ملی ایران به ثبت رسیده است.